# Deutsche Kriegsgräberstätte Marigny
| Friedhof                                                                      | Friedhof             |
| ----------------------------------------------------------------------------- | -------------------- |
| Deutsche Kriegsgräberstätte Marigny (Cimetière militaire allemand de Marigny) |                      |
| Land:                                                                         | Frankreich           |
| Département:                                                                  | Manche               |
| Ort:                                                                          | La Chapelle-en-Juger |
| Einweihung:                                                                   | 20. September 1961   |

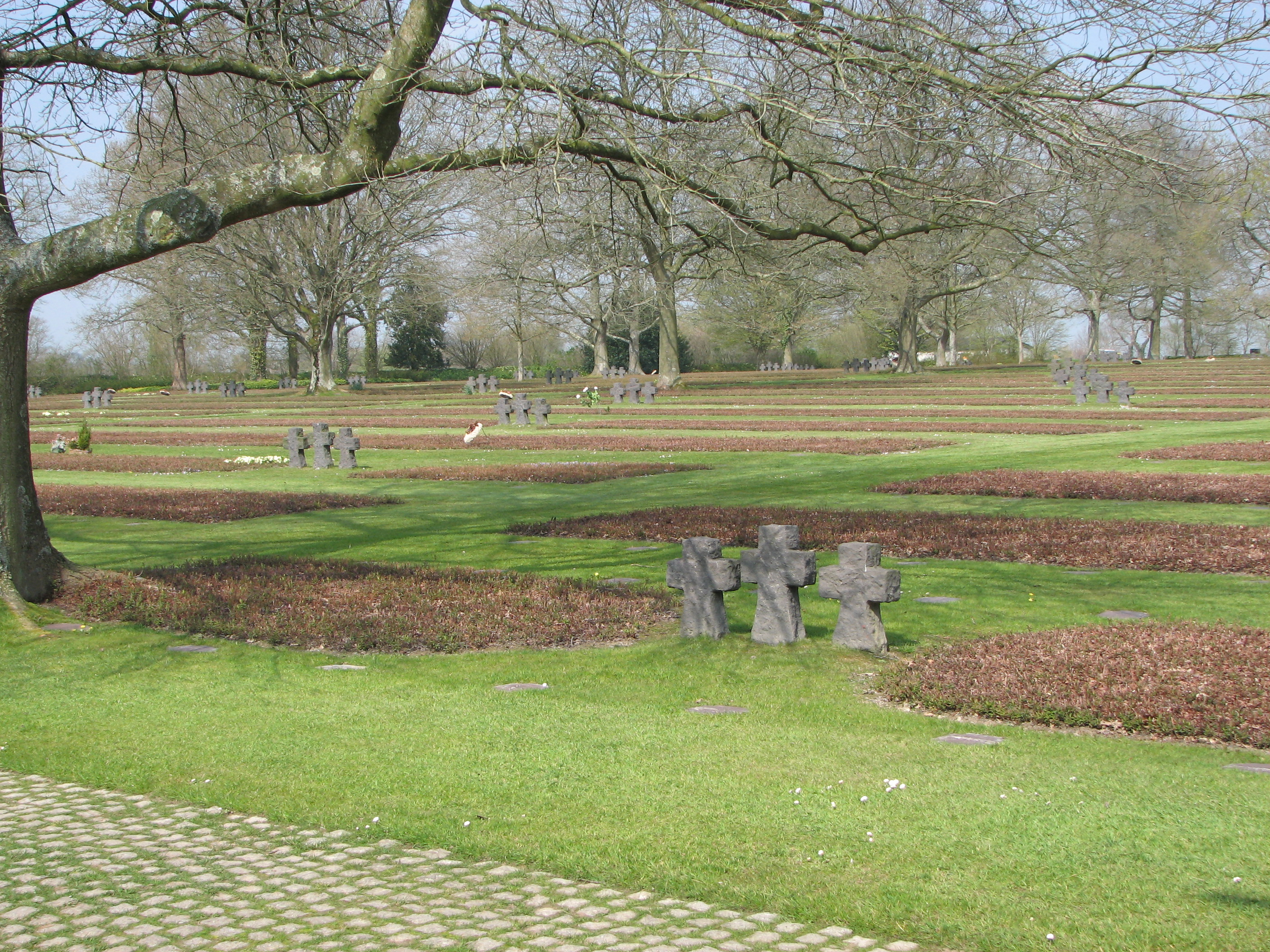
Deutsche Kriegsgräberstätte Marigny, Grabfelder

Die Deutsche Kriegsgräberstätte Marigny befindet sich in der Gemeinde La Chapelle-en-Juger im französischen Département Manche, zwölf Kilometer westlich von Saint-Lô. Auf dem Friedhof, der den Namen der zwei Kilometer südwestlich gelegenen Nachbargemeinde Marigny trägt, sind 11.169 deutsche Soldaten bestattet. Diese fielen bei der Invasion der Alliierten in der Normandie 1944.

## Vorübergehende US-amerikanische Kriegsgräberstätte
Im Jahr 1944 waren auf dem Friedhofsareal 3.070 US-amerikanische Soldaten beigesetzt worden, die zwischen 1945 und 1946 in die große amerikanische Kriegsgräberstätte Saint-Laurent-sur-Mer vor der Landestelle von Omaha Beach überführt wurden. In der Nähe des Eingangs erinnert ein Gedenkstein an die Soldaten des amerikanischen VII Corps.

## Ständige deutsche Kriegsgräberstätte
Im Jahr 1957 bettete der Volksbund Deutsche Kriegsgräberfürsorge die sterblichen Überreste deutscher Soldaten, die sich zuvor in einer Vielzahl von kleinen Friedhöfen in der Region oder in Einzelgräbern befunden hatten, hierher um. Im Jahr 1958 begann der Volksbund, den Friedhof zu gestalten. Der Friedhof gliedert sich in fünf langgestreckte Gräberblöcke, die von Wällen umgeben sind. Auf Keramikplatten sind für je zwei Soldaten Name, Rang, Geburts- und Sterbedatum angegeben. Gruppen mit größeren Kreuzen sind gleichmäßig über das Gelände verteilt. Der Friedhof wird umschlossen von einer Steinmauer. Das Eingangsgebäude ist im Stil der Kirchen der Region gestaltet. Der Friedhof wurde am 20. September 1961 eingeweiht.

## Die Kampfhandlungen
Die Alliierten errichteten zwei Brückenköpfe bei Sainte-Mère-Église und Utah Beach und schnürten die Cotentin-Halbinsel im Raum Cherbourg ab. Marigny, La Chapelle-en-Juger und die umliegenden Kommunen befanden sich bei der Operation Cobra im engen Korridor des Erstangriffs der Alliierten und wurden Ende Juli 1944 aus der Luft stark bombardiert. Eine sehr hohe Zahl deutscher Soldaten starb dabei.

## Gedenkstätten in der Normandie
- Gedenken an die Operation Overlord
- Deutsche Kriegsgräberstätte Mont d’Huisnes[5]